# 심장의 모양
《심장의 모양》은 2019년 제작된 대한민국의 영화이다.

## 캐스팅
- 이주예
- 김정기
- 신민재
- 고주완

## 수상
- 2019년 제1회 예천국제스마트폰영화제